# La Chapelle-Grésignac
Pour les articles homonymes, voir La Chapelle.
La Chapelle-Grésignac est une commune française située dans le département de la Dordogne, en région Nouvelle-Aquitaine.

## Géographie

### Localisation et accès
La Chapelle-Grésignac est une commune située en Ribéracois, dans le quart nord-ouest du département de la Dordogne, non loin de celui de la Charente.
Le bourg de la Chapelle est situé à 6 km au nord-nord-ouest de Verteillac et 38 km au nord-ouest de Périgueux. Il est aussi à 11 km au sud-ouest de Mareuil, 16 km au nord de Ribérac et 32 km au sud-est d'Angoulême. L'autre petit bourg, Grésignac, est situé un kilomètre à l'est de la Chapelle.
À l'écart des grandes routes, la commune est desservie par les routes départementales (RD) 100, 101 et 102. La RD 100 longe la vallée de la Pude, la RD 101 va en direction de Villebois-Lavalette (Charente) et Verteillac, et la RD 102 dessert le bourg de la Chapelle en direction de Grésignac et Cherval.

### Communes limitrophes
La Chapelle-Grésignac est limitrophe de quatre autres communes. Au nord-est, le territoire de Gout-Rossignol est distant d'environ 650 mètres.
|                            | Champagne-et-Fontaine  |         |
| Nanteuil-Auriac-de-Bourzac | La Chapelle-Grésignac  | Cherval |
|                            | Saint-Martial-Viveyrol |         |

### Géologie et relief

#### Géologie
Situé sur la plaque nord du Bassin aquitain et bordé à son extrémité nord-est par une frange du Massif central, le département de la Dordogne présente une grande diversité géologique. Les terrains sont disposés en profondeur en strates régulières, témoins d'une sédimentation sur cette ancienne plate-forme marine. Le département peut ainsi être découpé sur le plan géologique en quatre gradins différenciés selon leur âge géologique. La Chapelle-Grésignac est située dans le troisième gradin à partir du nord-est, un plateau formé de calcaires hétérogènes du Crétacé.
Le Santonien marque les deux tiers nord-est de la commune, le tiers sud-ouest étant occupé par le Campanien. Faisant face au nord-est, une cuesta par paliers marque un dénivelé sensible. Cet escarpement vers le nord-ouest peut être suivi dans tout le sud du département voisin de la Charente par Gurat jusqu'au sud de Cognac, et en Dordogne vers le sud-est à Verteillac.
Sur une bande centrale de la commune incluant le bourg, les surfaces des plateaux sont recouvertes de formations composées de sables argileux bruns, issues de l'altération du Santonien supérieur lors du Pléistocène, au Quaternaire.
La vallée de la Pude est occupée par des alluvions récentes composées de sable et de tourbe. Quelques parties du lit de cette rivière sont occupées par des formations de tuf carbonaté appelées « bouchots », provoquant des tourbières en amont du territoire communal,,.
Les couches affleurantes sur le territoire communal sont constituées de formations superficielles du Quaternaire datant du Cénozoïque, de roches sédimentaires du Mésozoïque. La formation la plus ancienne, notée c4a-c, date du Santonien inférieur à supérieur, composée de calcaires crayeux gris glauconieux en plaquettes évoluant dans le secteur sud avec apparition de silex noirs ou bruns et de rudistes (formation de Saint-Laurent-sur-Manoire). La formation la plus récente, notée CFvs, fait partie des formations superficielles de type colluvions carbonatées de vallons secs : sable limoneux à débris calcaires et argile sableuse à débris. Le descriptif de ces couches est détaillé dans  les feuilles « no 733 - Montmoreau » et « no 734 - Nontron » de la carte géologique au 1/50 000 de la France métropolitaine, et leurs notices associées,.

Carte géologique de La Chapelle-Grésignac.

#### Relief et paysages
Le département de la Dordogne se présente comme un vaste plateau incliné du nord-est (491 m, à la forêt de Vieillecour dans le Nontronnais, à Saint-Pierre-de-Frugie) au sud-ouest (2 m à Lamothe-Montravel). Le relief de la commune est celui de bas plateaux occupant le versant sud de la vallée de la Pude. Le point le plus bas, avec 78 m, se situe au nord-ouest, juste en aval du moulin de Galy, là où la Pude quitte le territoire communal et entre sur celui de Nanteuil-Auriac-de-Bourzac. L'altitude maximale, 174 m, est atteinte en deux endroits, en limite sud de la commune à Puy Grand et en limite sud-ouest, aux Enders. Le bourg de la Chapelle, qui occupe une crête surplombant la vallée, est à 112 m d'altitude.
Dans le cadre de la Convention européenne du paysage entrée en vigueur en France le 1er juillet 2006, renforcée par la loi du 8 août 2016 pour la reconquête de la biodiversité, de la nature et des paysages, un atlas des paysages de la Dordogne a été élaboré sous maîtrise d’ouvrage de l’État et publié en octobre 2020. Les paysages du département s'organisent en huit unités paysagères,. La commune est dans le Ribéracois, une région naturelle possédant un relief vallonné avec des altitudes moyennes comprises autour des 130-160 m, sculpté par la Dronne et ses nombreux affluents. Les paysages sont ondulés de grandes cultures dont les vastes horizons contrastent avec les paysages plus cloisonnés de la Dordogne,.
La superficie cadastrale de la commune publiée par l'Insee, qui sert de référence dans toutes les statistiques, est de 6,95 km2,,. La superficie géographique, issue de la BD Topo, composante du Référentiel à grande échelle produit par l'IGN, est quant à elle de 6,97 km2.

### Hydrographie

#### Réseau hydrographique
La commune est située dans le bassin de la Dordogne au sein du Bassin Adour-Garonne. Elle est drainée par la Pude et par divers petits cours d'eau, qui constituent un réseau hydrographique de 16 km de longueur totale,.
La Pude, d'une longueur totale de 19,75 km, prend sa source dans la commune de Gout-Rossignol et se jette en rive gauche de la Lizonne, en limite de Bouteilles-Saint-Sébastien et de Nanteuil-Auriac-de-Bourzac, face à Palluaud,. Elle traverse la commune du nord-est au nord-ouest sur trois kilomètres et demi en de multiples bras, formant des îles.
Quelques ruisseaux affluents intermittents descendent des plateaux environnants. Des étangs issus d'anciennes tourbières sont visibles au nord-est.

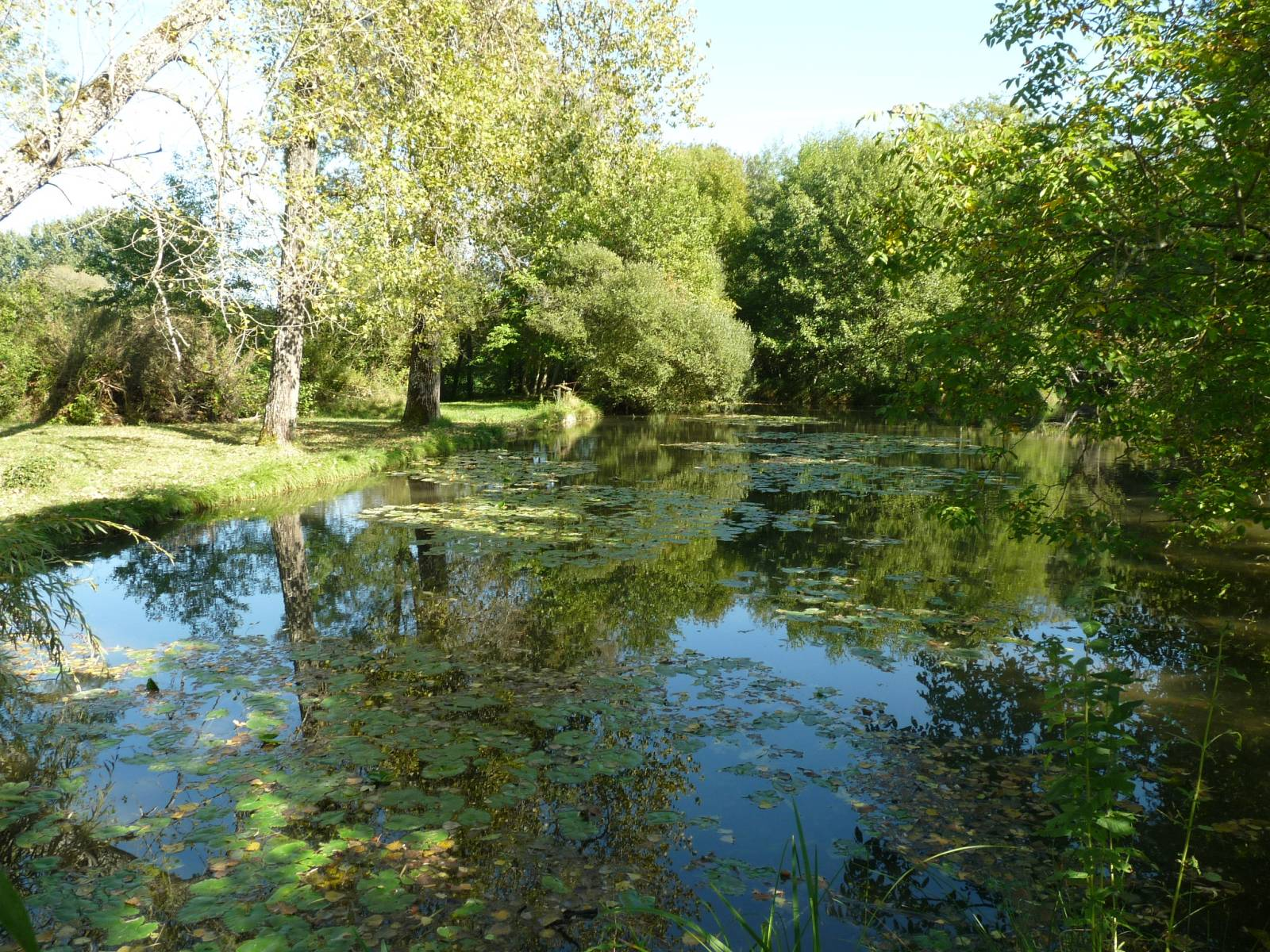
La Pude près du moulin Cacaud.
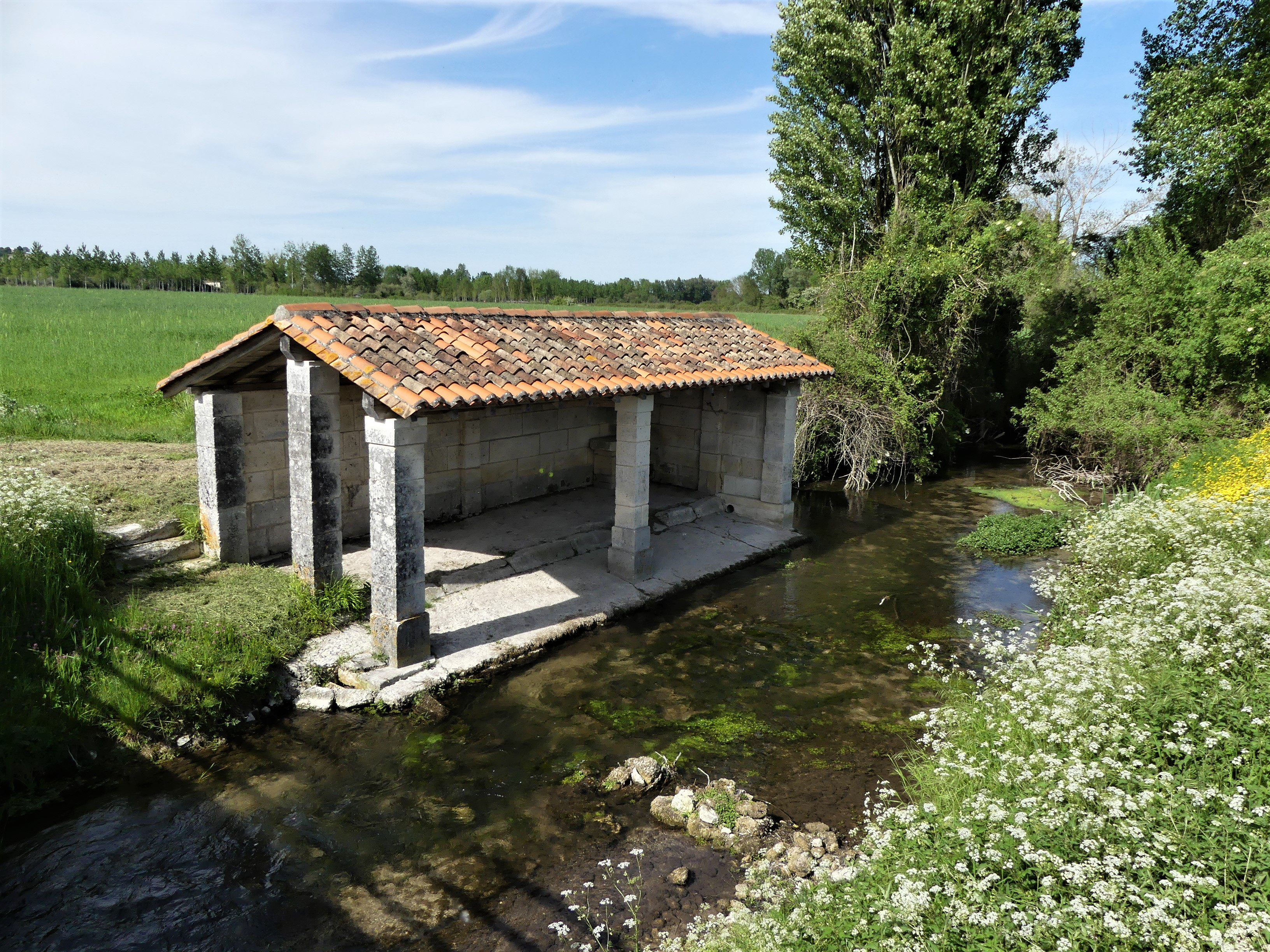
Lavoir sur la Pude au nord de Grésignac.
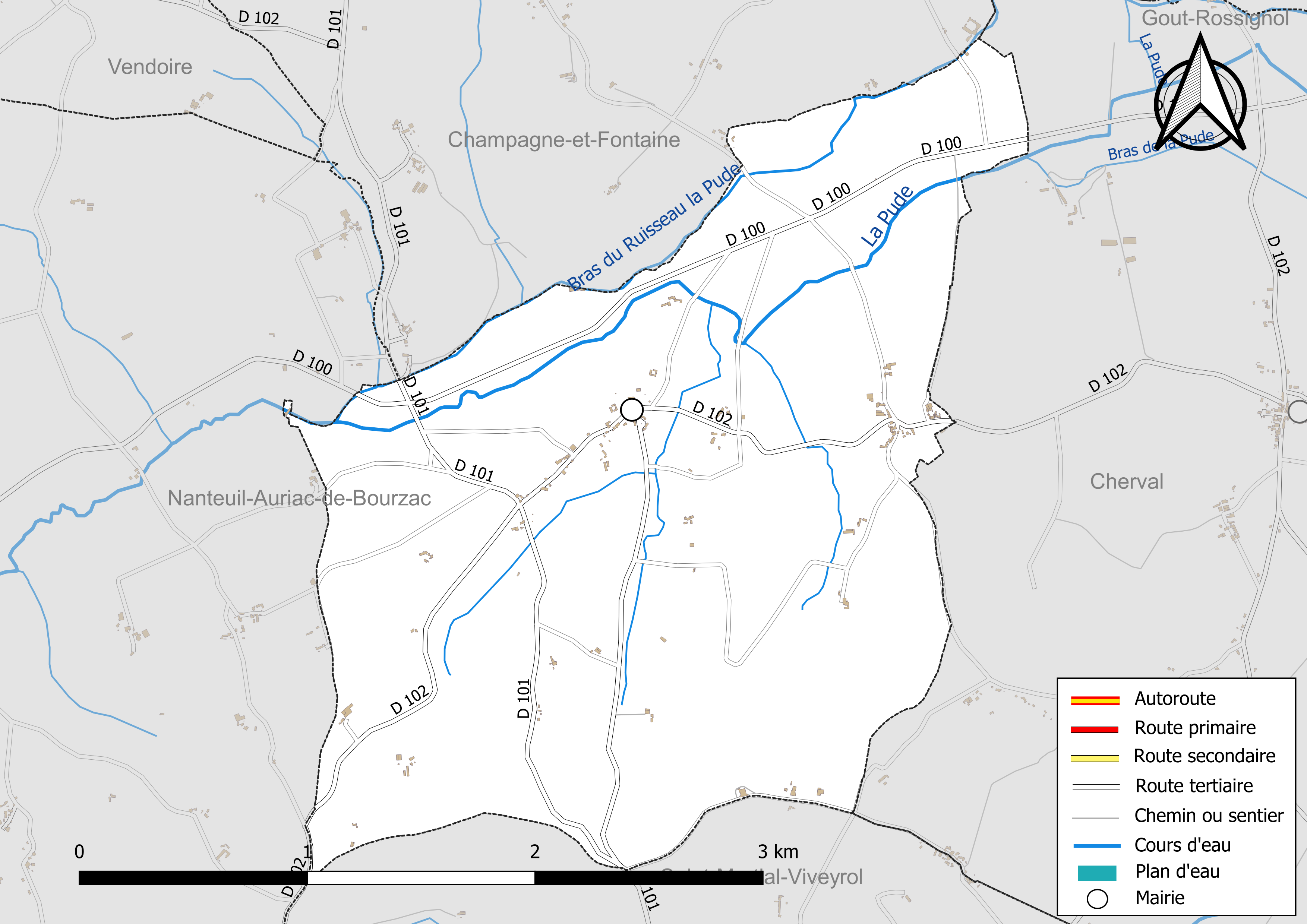
Réseaux hydrographique et routier de la Chapelle-Grésignac.

#### Gestion et qualité des eaux
Le territoire communal est couvert par le schéma d'aménagement et de gestion des eaux (SAGE) « Isle - Dronne ». Ce document de planification, dont le territoire regroupe les bassins versants de l'Isle et de la Dronne, d'une superficie de 7 500 km2, a été approuvé le 2 août 2021. La structure porteuse de l'élaboration et de la mise en œuvre est l'établissement public territorial de bassin de la Dordogne (EPIDOR). Il définit sur son territoire les objectifs généraux d’utilisation, de mise en valeur et de protection quantitative et qualitative des ressources en eau superficielle et souterraine, en respect des objectifs de qualité définis dans le troisième SDAGE  du Bassin Adour-Garonne qui couvre la période 2022-2027, approuvé le 10 mars 2022.
La qualité des eaux de baignade et des cours d’eau peut être consultée sur un site dédié géré par les agences de l’eau et l’Agence française pour la biodiversité.

### Climat
Pour des articles plus généraux, voir Climat de la Nouvelle-Aquitaine et Climat de la Dordogne.
Historiquement, la commune est exposée à un climat océanique aquitain.
En 2020, Météo-France publie une typologie des climats de la France métropolitaine dans laquelle la commune est exposée à un climat océanique altéré et est dans la région climatique  Aquitaine, Gascogne, caractérisée par une pluviométrie abondante au printemps, modérée en automne, un faible ensoleillement au printemps, un été chaud (19,5 °C), des vents faibles, des brouillards fréquents en automne et en hiver et des orages fréquents en été (15 à 20 jours).
Pour la période 1971-2000, la température annuelle moyenne est de 12,4 °C, avec  une amplitude thermique annuelle de 14,8 °C. Le cumul annuel moyen de précipitations est de 882 mm, avec 11,9 jours de précipitations en janvier et 6,9 jours en juillet. Pour la période 1991-2020, la température moyenne annuelle observée sur la station météorologique la plus proche, située sur la commune de Saint-Martial-Viveyrol à 4 km à vol d'oiseau, est de 13,3 °C et le cumul annuel moyen de précipitations est de 862,3 mm,. Pour l'avenir, les paramètres climatiques de la commune estimés pour 2050 selon différents scénarios d’émission de gaz à effet de serre sont consultables sur un site dédié publié par Météo-France en novembre 2022.

### Milieux naturels et biodiversité

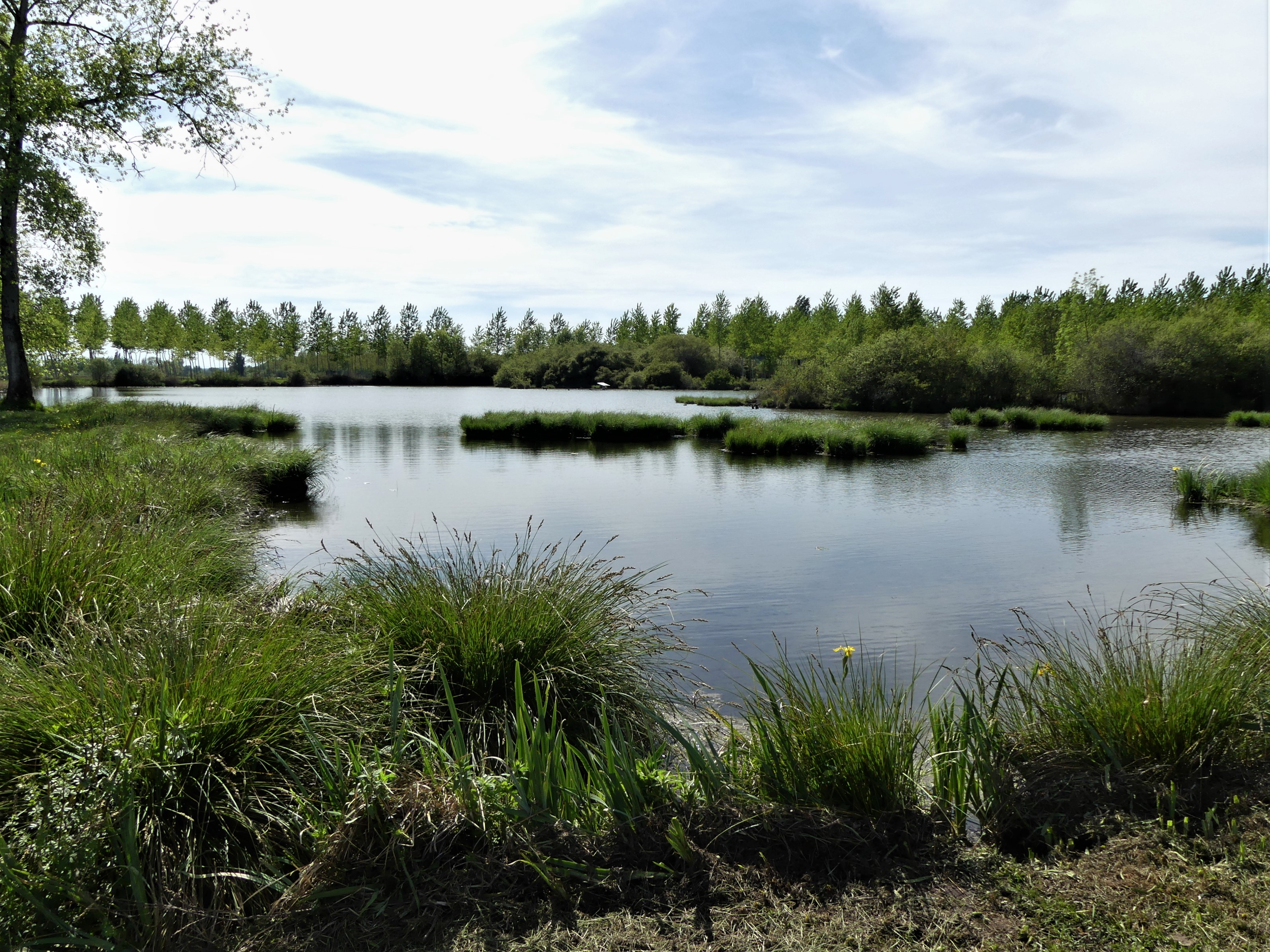
Le grand étang (ouest) des tourbières de La Chapelle-Grésignac.

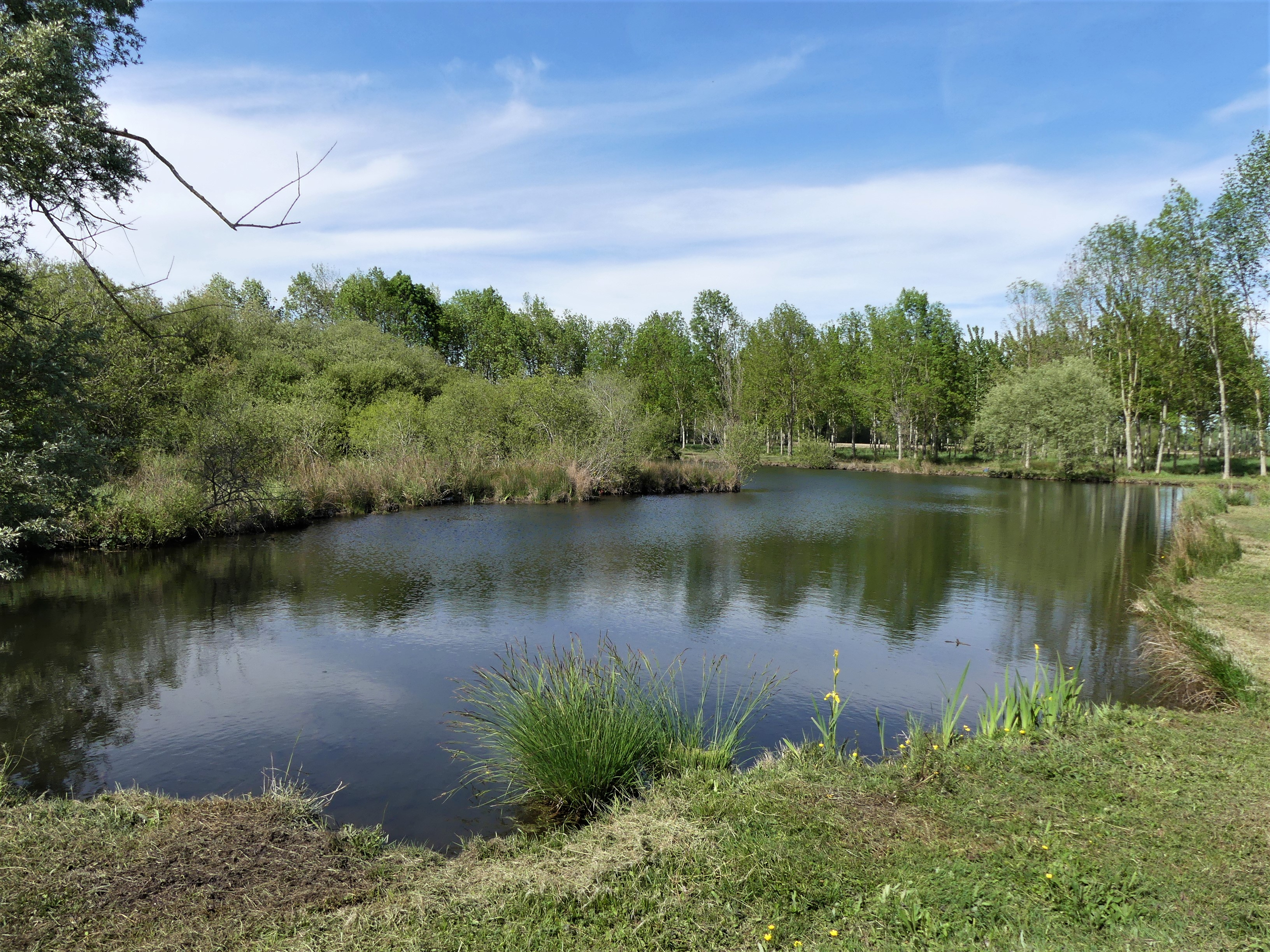
Le petit étang (est) des tourbières.

La commune présente trois zones naturelles d'intérêt écologique, faunistique et floristique (ZNIEFF).
À l'est, sur environ 15 % du territoire communal, en limite de la commune de Cherval, une autre ZNIEFF de type II, le plateau de Cherval, est remarquable pour sa variété d'oiseaux dont plusieurs sont protégées par la directive européenne : Bruant ortolan (Emberiza hortulana), Busard cendré (Circus pygargus), Busard Saint-Martin (Circus cyaneus), Engoulevent d'Europe (Caprimulgus europaeus), Grande Outarde (Otis tarda), Pie-grièche écorcheur (Lanius collurio), Pipit rousseline (Anthus campestris),.
La vallée de la Pude est protégée dans sa traversée de la commune au titre d'une ZNIEFF de type II « Vallée de la Nizonne »,.
Sa faune est constituée d'environ 250 espèces dont trente sont considérées comme déterminantes :
- vingt mammifères, dont la Loutre d'Europe (Lutra lutra), le Vison d'Europe (Mustela lutreola) et dix-huit espèces de chauves-souris : la Barbastelle d'Europe (Barbastella barbastellus), le Grand murin (Myotis myotis), le Grand rhinolophe (Rhinolophus ferrumequinum), le Minioptère de Schreibers (Miniopterus schreibersii), le Murin à moustaches (Myotis mystacinus), le Murin à oreilles échancrées (Myotis emarginatus), le Murin de Bechstein (Myotis bechsteinii), le Murin de Daubenton (Myotis daubentonii), le Murin de Natterer (Myotis nattereri), la Noctule commune (Nyctalus noctula), la Noctule de Leisler (Nyctalus leisleri), l'Oreillard gris (Plecotus austriacus), l'Oreillard roux (Plecotus auritus), le Petit murin (Myotis blythii), le Petit rhinolophe (Rhinolophus hipposideros), la Pipistrelle de Kuhl (Pipistrellus kuhlii), la Pipistrelle de Nathusius (Pipistrellus nathusii) et la Sérotine commune (Eptesicus serotinus) ;
- sept insectes dont quatre papillons : l'Azuré de la croisette (Phengaris rebeli), l'Azuré de la sanguisorbe (Phengaris teleius), le Cuivré des marais (Lycaena dispar), le Fadet des laîches (Coenonympha oedippus), et trois libellules : l'Agrion de Mercure (Coenagrion mercuriale), la Cordulie à corps fin (Oxygastra curtisii) et le Gomphe de Graslin (Gomphus graslinii) ;
- deux amphibiens, la Rainette verte (Hyla arborea) et le Triton marbré (Triturus marmoratus) ;
- un reptile : la Cistude d'Europe (Emys orbicularis).

Sa flore est également riche de plus de deux cents espèces de plantes, dont neuf sont considérées comme déterminantes : la Fritillaire pintade (Fritillaria meleagris), la Gentiane des marais (Gentiana pneumonanthe), l'Hélianthème blanc (Helianthemum canum), l'Orchis à fleurs lâches (Anacamptis laxiflora), l'Orpin de Nice (Sedum sediforme), le Pigamon jaune (Thalictrum flavum), la Sabline des chaumes (Arenaria controversa), le Scirpe des bois (Scirpus sylvaticus) et l'Utriculaire citrine (Utricularia australis).
Sur le territoire communal, une zone réduite d'une vingtaine d'hectares (à l'est eu sud-est du moulin de Rochas) fait partie d'une autre ZNIEFF de type I « Vallée de la Pude » composée « d'anciennes tourbières et les petits vallons dominés par les milieux humides "naturels" (prairies, roselières, sources, boisements de saules », dans laquelle ont été recensés deux espèces déterminantes d'odonates, le Gomphe semblable (Gomphus simillimus) et le Gomphe vulgaire (Gomphus vulgatissimus). Trente-sept autres espèces animales y ont également été répertoriées (seize odonates et 21 oiseaux) ainsi qu'une trentaine d'espèces végétales.

## Urbanisme

### Typologie
Au 1er janvier 2024, La Chapelle-Grésignac est catégorisée commune rurale à habitat très dispersé, selon la nouvelle grille communale de densité à 7 niveaux définie par l'Insee en 2022.
Elle est située hors unité urbaine et hors attraction des villes,.

### Occupation des sols
L'occupation des sols de la commune, telle qu'elle ressort de la base de données européenne d’occupation biophysique des sols Corine Land Cover (CLC), est marquée par l'importance des territoires agricoles (83,4 % en 2018), une proportion identique à celle de 1990 (83,4 %). La répartition détaillée en 2018 est la suivante : 
terres arables (46,5 %), zones agricoles hétérogènes (26,5 %), forêts (16,6 %), prairies (10,4 %). L'évolution de l’occupation des sols de la commune et de ses infrastructures peut être observée sur les différentes représentations cartographiques du territoire : la carte de Cassini (XVIIIe siècle), la carte d'état-major (1820-1866) et les cartes ou photos aériennes de l'IGN pour la période actuelle (1950 à aujourd'hui).

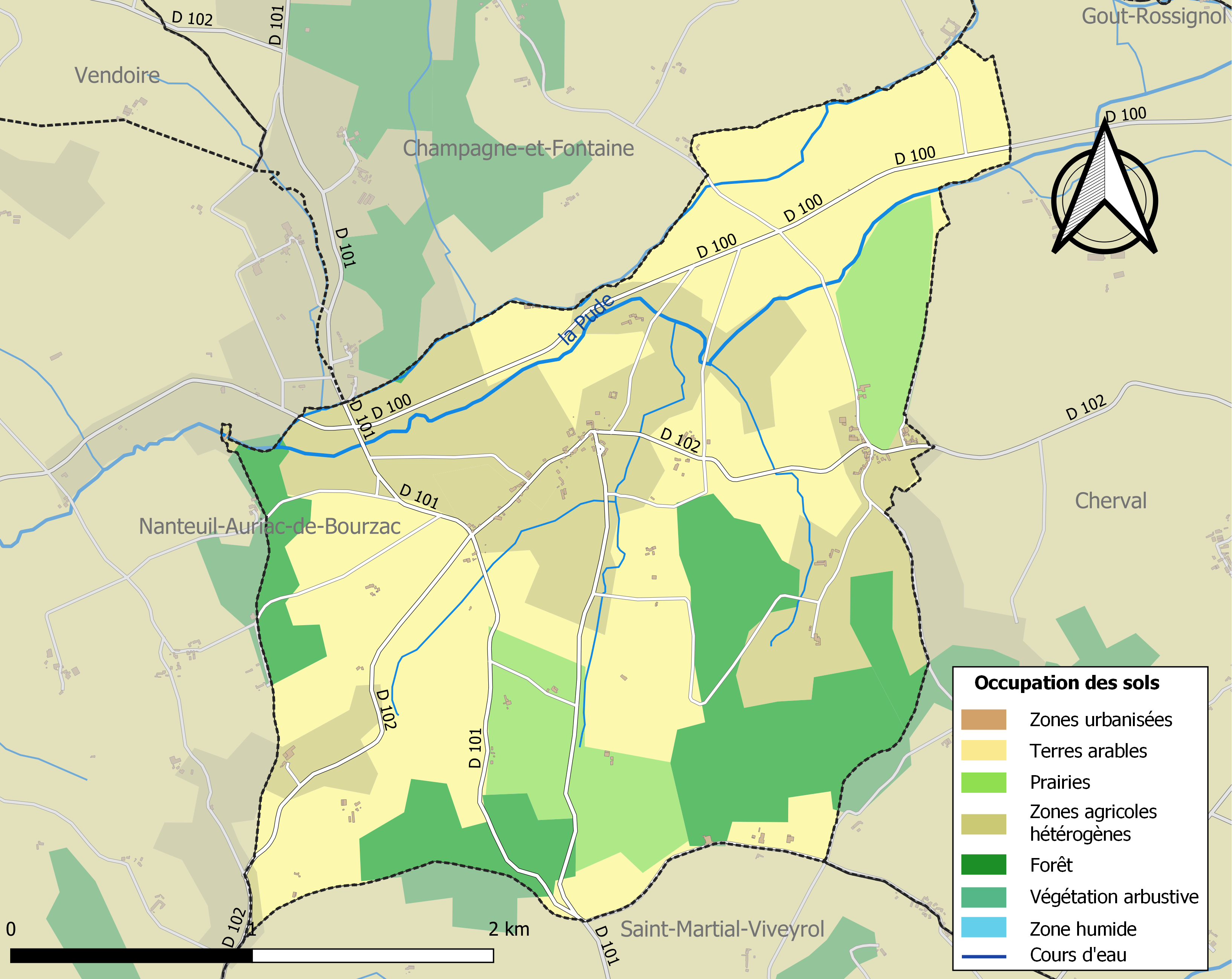
Carte des infrastructures et de l'occupation des sols de la commune en 2018 (CLC).

### Villages, hameaux et lieux-dits
Hormis le bourg de la Chapelle et le village de Grésignac proprement dits, la commune se compose d'autres villages ou hameaux, et de nombreuses fermes ainsi que de lieux-dits :
- la Barde
- Beaumont
- la Bufellie
- le Buguet
- chez Buisson
- chez Conant
- chez Marou
- la Croix
- la Croix de Bonnevie
- la Croix de Peygrand
- les Enders
- Font Morte
- la Gauterie
- les Gouyoux
- les Granges
- Lortige
- la Maillerie
- la Morézie
- Moulin Cacaud
- Moulin du Clauzurou
- Moulin de Galy
- Moulin de Rochat
- Moureaud
- la Petite Barde
- la Rembaudie
- Roche
- la Salmonie.

### Prévention des risques
Le territoire de la commune de La Chapelle-Grésignac est vulnérable à différents aléas naturels : météorologiques (tempête, orage, neige, grand froid, canicule ou sécheresse), feux de forêts, mouvements de terrains et séisme (sismicité faible). Un site publié par le BRGM permet d'évaluer simplement et rapidement les risques d'un bien localisé soit par son adresse soit par le numéro de sa parcelle.
La Chapelle-Grésignac est exposée au risque de feu de forêt. L’arrêté préfectoral du 14 mars 2013 fixe les conditions de pratique des incinérations et de brûlage dans un objectif de réduire le risque de départs d’incendie. À ce titre, des périodes sont déterminées : interdiction totale du 15 février au 15 mai et du 15 juin au 15 octobre, utilisation réglementée du 16 mai au 14 juin et du 16 octobre au 14 février. En septembre 2020, un plan inter-départemental de protection des forêts contre les incendies (PidPFCI) a été adopté pour la période 2019-2029,.

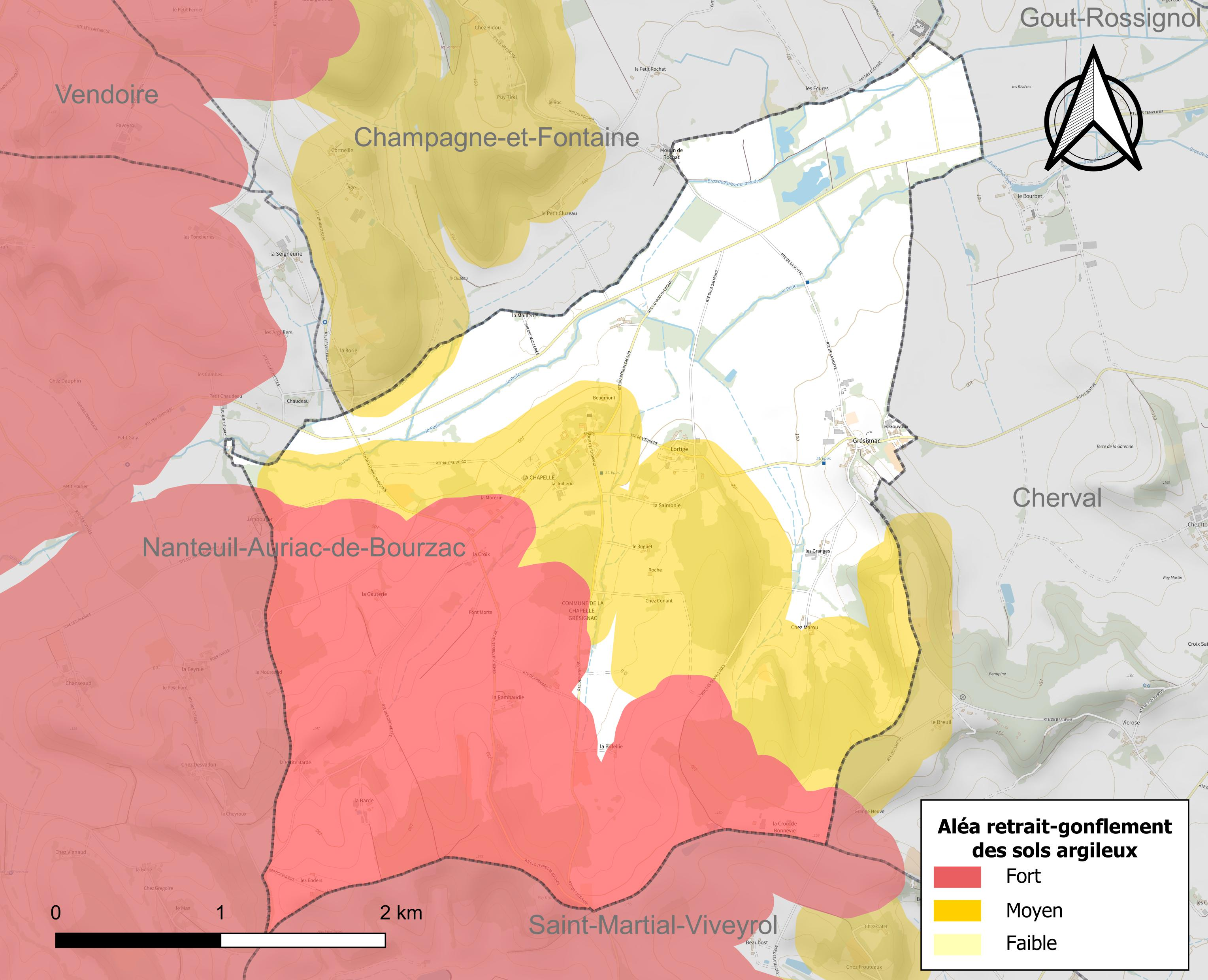
Carte des zones d'aléa retrait-gonflement des sols argileux de La Chapelle-Grésignac.

Les mouvements de terrains susceptibles de se produire sur la commune sont des tassements différentiels. Le retrait-gonflement des sols argileux est susceptible d'engendrer des dommages importants aux bâtiments en cas d’alternance de périodes de sécheresse et de pluie. 63,9 % de la superficie communale est en aléa moyen ou fort (58,6 % au niveau départemental et 48,5 % au niveau national métropolitain). Depuis le 1er octobre 2020, en application de la loi ÉLAN, différentes contraintes s'imposent aux vendeurs, maîtres d'ouvrages ou constructeurs de biens situés dans une zone classée en aléa moyen ou fort,.
La commune a été reconnue en état de catastrophe naturelle au titre des dommages causés par les inondations et coulées de boue survenues en 1982, 1983, 1993 et 1999, par la sécheresse en 1989, 1992 et 2003 et par des mouvements de terrain en 1999.

## Toponymie

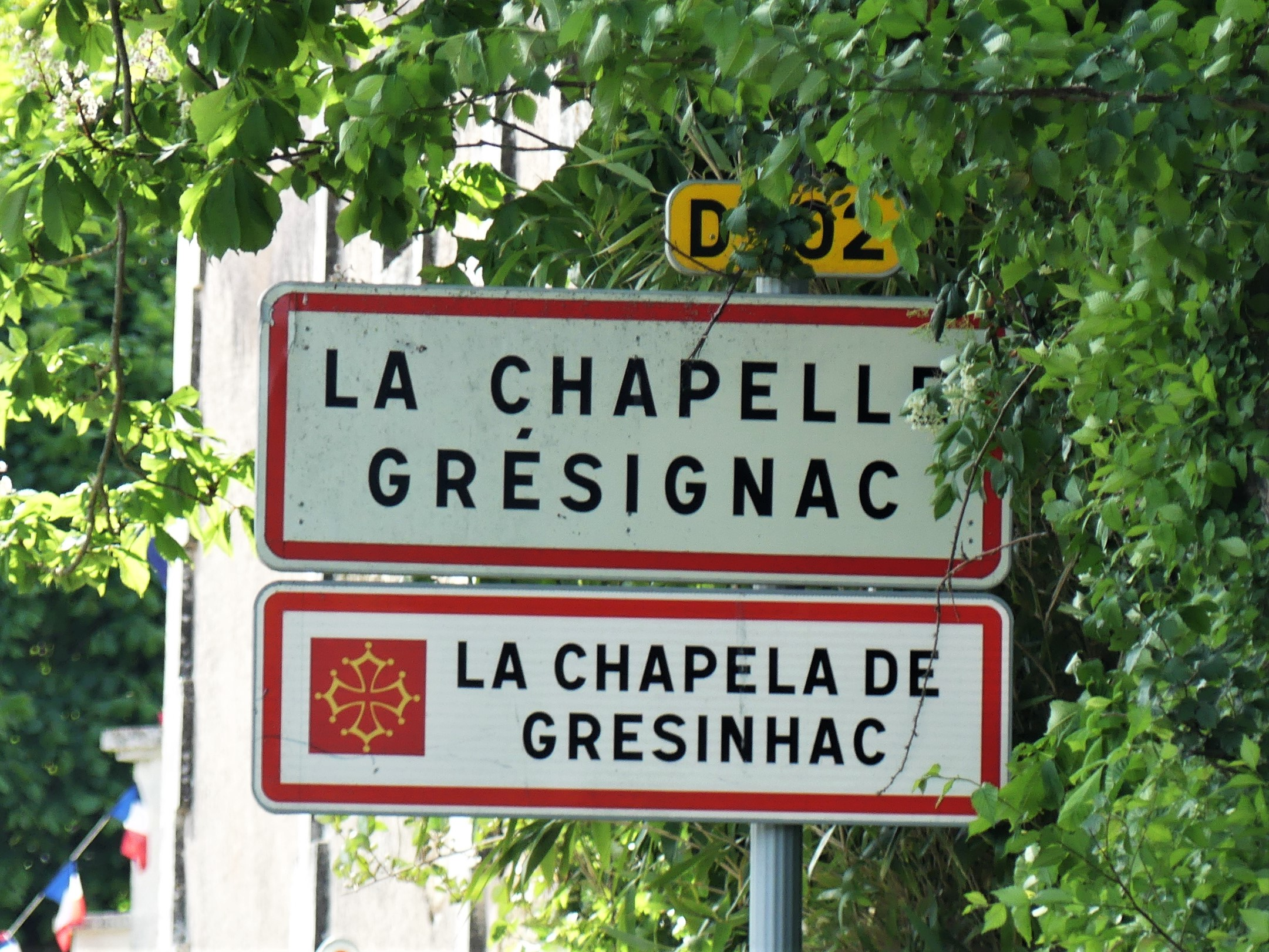
Panneau d'entrée à La Chapelle-Grésignac en français et occitan.

Le nom de Grésignac est attesté sous la forme ancienne (in castro de) Greziniaco en 1243, (Ademarius de) Grezinhaco en 1318-1322. Les formes anciennes de La Chapelle-Grésignac sont Capella de Grazinhaco au XIIIe siècle, La Chapelle Gresinhac au XVIe siècle.
Le nom de la Chapelle-Grésignac fait partie des noms de communes composés de La Chapelle et d'un hameau voisin, ici Grésignac,. L'origine du nom de Grésignac remonterait à un personnage gallo-romain Grisinius ou Gracillius auquel est apposé le suffixe -acum, ce qui correspondrait au « domaine de Grisinius ».
Sur la carte de Cassini représentant la France entre 1756 et 1789, Grésignac est identifié sous le nom de Grezignac.
En occitan limousin, la commune porte le nom de La Chapela de Gresinhac.

## Histoire
Au Moyen Âge, Grésignac était un castrum attesté dès 1243. La terre de Grésignac formait avec La Tour-Blanche une enclave de l'Angoumois en Périgord. Grésignac apparaît dans un document du 27 mars 1317 lorsque Jeanne de France, fille du roi Louis X le Hutin, reçoit une rente compensatoire en échange du « comté d'Angoulême, la cité et la ville d'icelle, avec les autres choses aussi comme nous les tenons pour raison de la montée et espécialement Bouteville, Coignac, Merpins, Touvre, Grésignac, Aubeterre et Villeboy... »,.
En 1827, la commune de La Chapelle-Grésignac a été intégrée à celle de Cherval. Cette fusion a été annulée en 1841 et La Chapelle-Grésignac a été rétablie.

## Politique et administration

### Rattachements administratifs et électoraux
Dès 1790, la commune de La Chapelle-Grésignac a été rattachée au canton de Champaigne qui dépendait du district de Ribérac jusqu'en 1795, date de suppression des districts. Lorsque ce canton est supprimé par la loi du 8 pluviôse an IX (28 janvier 1801)  portant sur la « réduction du nombre de justices de paix », la commune est rattachée au canton de Verteillac dépendant de l'arrondissement de Ribérac. Ce dernier étant supprimé en 1926, ses communes sont alors rattachées à l'arrondissement de Périgueux.
Dans le cadre de la réforme de 2014 définie par le décret du 21 février 2014, le canton de Verteillac disparaît aux élections départementales de mars 2015. La commune est alors rattachée au canton de Ribérac qui devient plus étendu.

### Intercommunalité
Fin 1996, La Chapelle-Grésignac intègre dès sa création la communauté de communes du Verteillacois. Celle-ci est dissoute au 31 décembre 2013 et remplacée au 1er janvier 2014 par un intercommunalité élargie : la communauté de communes du Pays Ribéracois, renommée en 2019 communauté de communes du Périgord Ribéracois.

### Administration municipale
La population de la commune étant comprise entre 100 et 499 habitants au recensement de 2017, onze conseillers municipaux ont été élus en 2020,.

### Liste des maires

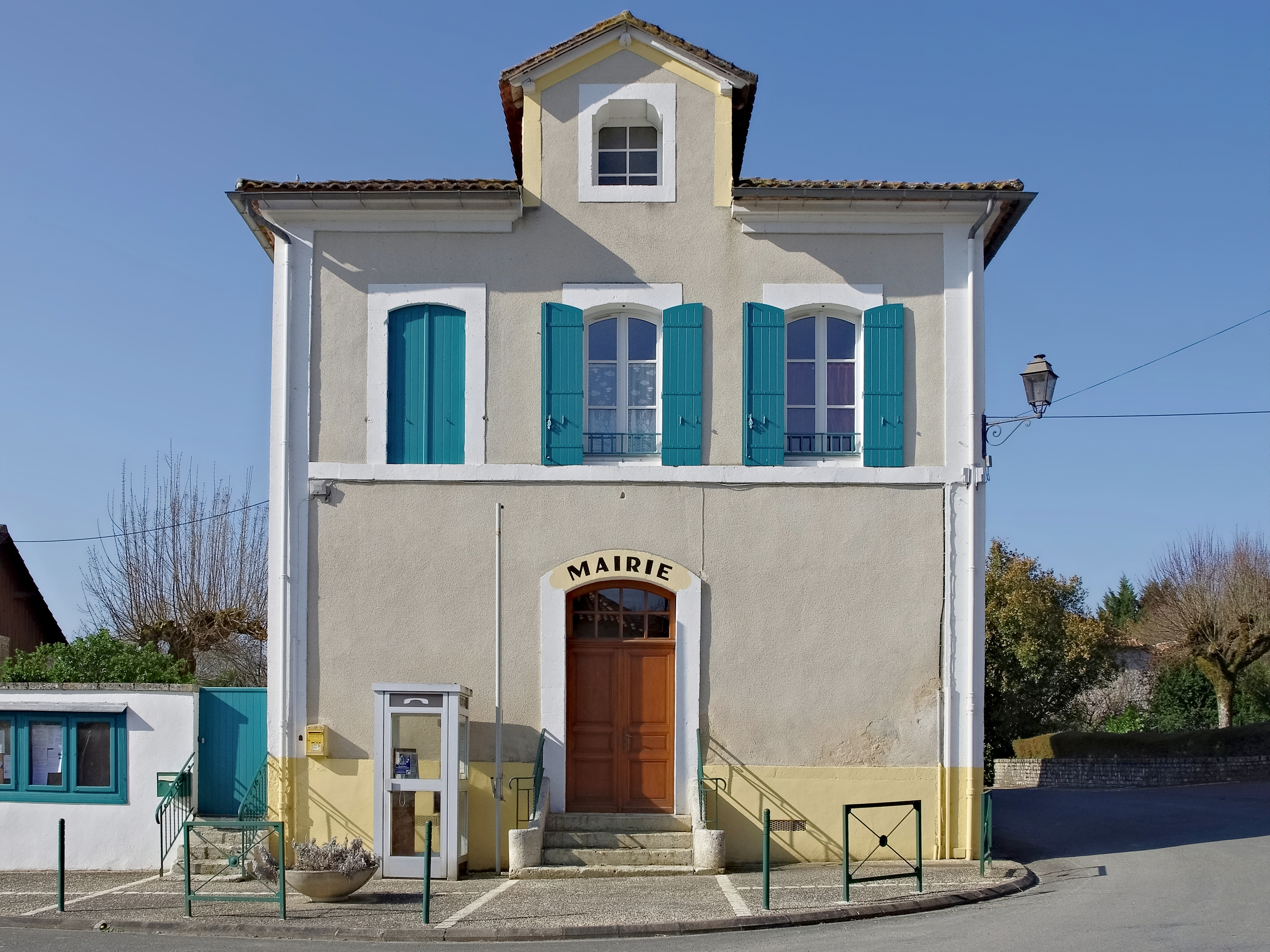
La mairie.

| Période                                  | Période  | Identité          | Étiquette | Qualité                 |
| ---------------------------------------- | -------- | ----------------- | --------- | ----------------------- |
| Les données manquantes sont à compléter. |          |                   |           |                         |
|                                          |          |                   |           |                         |
| 1960?                                    | 1976     | Alban Lamy        | SE        | Minotier                |
| 1977                                     | 1989     | Roger Vallade     |           | Agriculteur             |
| 1989                                     | mai 2008 | Christian Vallade | SE        | Cadre technique         |
| juin 2008                                | mai 2020 | Annie Vallade     | SE        | Secrétaire de direction |
| mai 2020                                 | En cours | Patrick Beau      |           |                         |

### Jumelages

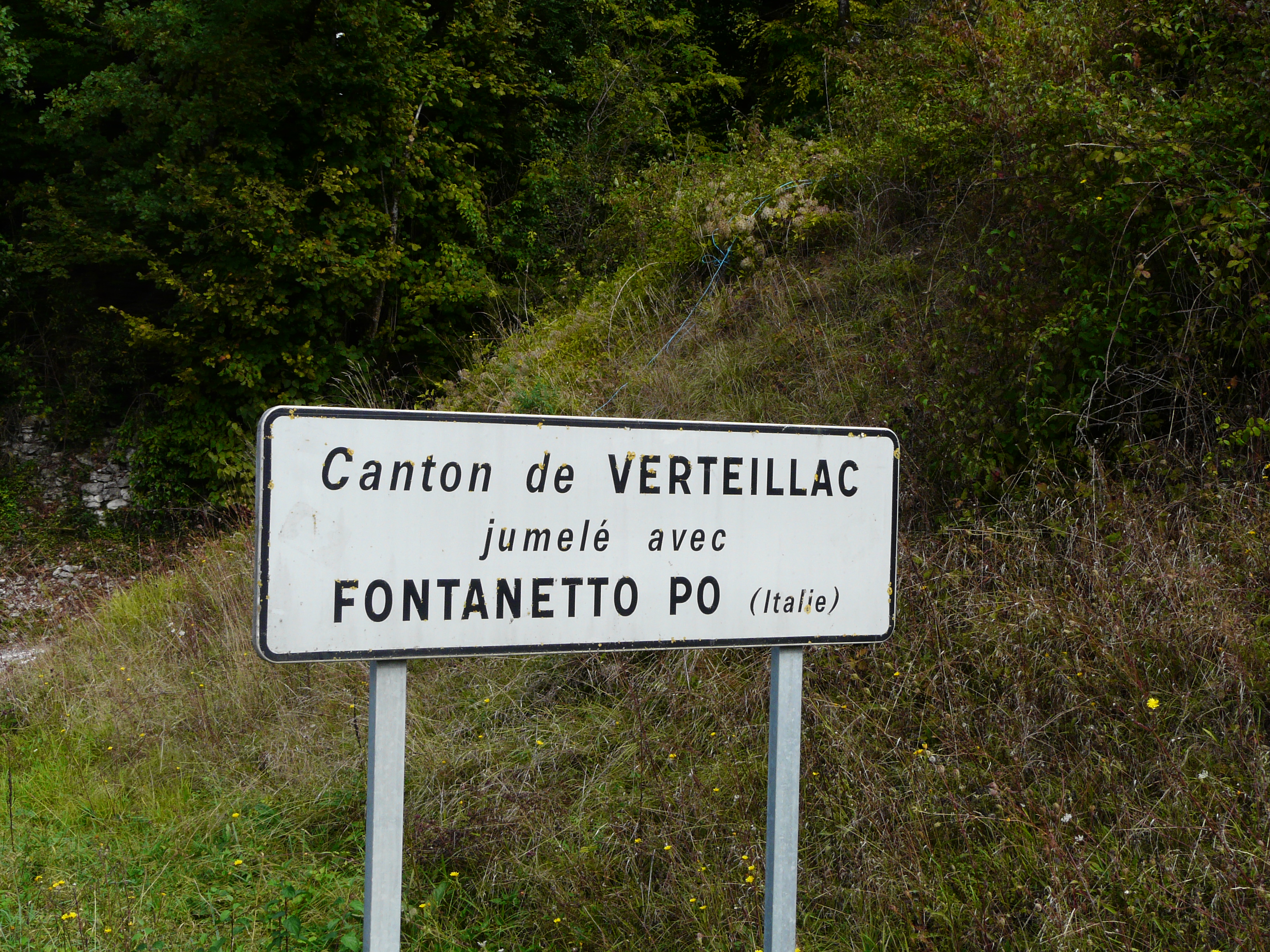
Panneau de jumelage du canton avec Fontanetto Po.

L'ensemble des communes de l'ancien canton de Verteillac, dont faisait partie La Chapelle-Grésignac, est jumelé avec la commune italienne de Fontanetto Po depuis 1988.

## Équipements et services publics

### Justice
Dans le domaine judiciaire, La Chapelle-Grésignac relève : 
- du tribunal judiciaire, du tribunal pour enfants, du conseil de prud'hommes et du tribunal de commerce de Périgueux ;
- du pôle Nationalité du tribunal judiciaire de Périgueux (compétent uniquement dans le domaine de la nationalité) ;
- de la cour d'appel, du tribunal administratif et de la  cour administrative d'appel de Bordeaux.

## Population et société

### Démographie
Entre 1827 et 1841, la Chapelle-Grésignac était réunie à Cherval et n'existait plus en tant que commune.

#### Évolution démographique
Les habitants de La Chapelle-Grésignac se nomment les Chapellois et les Chapelloises.
L'évolution du nombre d'habitants est connue à travers les recensements de la population effectués dans la commune depuis 1793. Pour les communes de moins de 10 000 habitants, une enquête de recensement portant sur toute la population est réalisée tous les cinq ans, les populations de référence des années intermédiaires étant quant à elles estimées par interpolation ou extrapolation. Pour la commune, le premier recensement exhaustif entrant dans le cadre du nouveau dispositif a été réalisé en 2005.

En 2022, la commune comptait 102 habitants, en évolution de −4,67 % par rapport à 2016 (Dordogne : +0,37 %, France hors Mayotte : +2,11 %).
| 1793 | 1800 | 1806 | 1821 | 1846 | 1851 | 1856 | 1861 | 1866 |
| ---- | ---- | ---- | ---- | ---- | ---- | ---- | ---- | ---- |
| 402  | 419  | 386  | 402  | 438  | 411  | 450  | 467  | 380  |

| 1872 | 1876 | 1881 | 1886 | 1891 | 1896 | 1901 | 1906 | 1911 |
| ---- | ---- | ---- | ---- | ---- | ---- | ---- | ---- | ---- |
| 375  | 343  | 333  | 336  | 305  | 334  | 305  | 302  | 273  |

| 1921 | 1926 | 1931 | 1936 | 1946 | 1954 | 1962 | 1968 | 1975 |
| ---- | ---- | ---- | ---- | ---- | ---- | ---- | ---- | ---- |
| 247  | 250  | 242  | 266  | 232  | 216  | 193  | 165  | 146  |

| 1982 | 1990 | 1999 | 2005 | 2006 | 2010 | 2015 | 2020 | 2022 |
| ---- | ---- | ---- | ---- | ---- | ---- | ---- | ---- | ---- |
| 136  | 126  | 112  | 131  | 136  | 118  | 107  | 102  | 102  |

#### Pyramide des âges
La population de la commune est relativement âgée.
En 2018, le taux de personnes d'un âge inférieur à 30 ans s'élève à 16,7 %, soit en dessous de la moyenne départementale (27,1 %). À l'inverse, le taux de personnes d'âge supérieur à 60 ans est de 47,0 % la même année, alors qu'il est de 36,5 % au niveau départemental.
En 2018, la commune comptait 54 hommes pour 52 femmes, soit un taux de 50,94 % d'hommes, largement supérieur au taux départemental (48,18 %).
Les pyramides des âges de la commune et du département s'établissent comme suit.
| Hommes | Classe d’âge | Femmes |
| ------ | ------------ | ------ |
| 0,0    | 90 ou +      | 4,0    |
| 9,6    | 75-89 ans    | 14,0   |
| 32,7   | 60-74 ans    | 34,0   |
| 23,1   | 45-59 ans    | 28,0   |
| 11,5   | 30-44 ans    | 10,0   |
| 9,6    | 15-29 ans    | 2,0    |
| 13,5   | 0-14 ans     | 8,0    |

| Hommes | Classe d’âge | Femmes |
| ------ | ------------ | ------ |
| 1,2    | 90 ou +      | 2,9    |
| 10,6   | 75-89 ans    | 13,4   |
| 23,6   | 60-74 ans    | 23,7   |
| 20,9   | 45-59 ans    | 20,7   |
| 15,5   | 30-44 ans    | 14,8   |
| 13,5   | 15-29 ans    | 11,6   |
| 14,8   | 0-14 ans     | 12,9   |

## Économie

### Emploi
En 2015, parmi la population communale comprise entre 15 et 64 ans, les actifs représentent quarante-six personnes, soit 43,0 % de la population municipale. Le nombre de chômeurs (trois) est resté stable par rapport à 2010 et le taux de chômage de cette population active s'établit à 6,5 %.

### Établissements
Au 31 décembre 2015, la commune compte 21 établissements, dont huit au niveau des commerces, transports ou services, sept dans l'agriculture, la sylviculture ou la pêche, deux dans la construction, deux dans l'industrie, et deux relatifs au secteur administratif, à l'enseignement, à la santé ou à l'action sociale.

## Culture locale et patrimoine

### Lieux et monuments

#### Patrimoine civil
- Le château de Beaumont, dit le Château, du XIXe siècle[80], est situé au bourg.
- Le château de Clauzuroux (ou du Clauzurou) est situé sur la commune de Champagne-et-Fontaine, mais une partie du domaine, au sud du château et du bief (aujourd'hui asséché) du moulin, située sur La Chapelle-Grésignac, est inscrite aux monuments historiques en 2002[81].
- La motte castrale de Grésignac est le vestige du castrum de Greziniaco attesté dès 1243[63]. En 1365, Grésignac est rattachée à la châtellenie de la Tour-Blanche, enclave de l'Angoumois. La motte qui relève alors de l'évêché d'Angoulême témoigne de la puissance des seigneurs angoumoisins de Lageard qui étaient sires de Grésignac et de Cherval[82].

La motte qui adopte la forme d'un cône tronqué de 250 pieds de circonférence est placée sur une terrasse de forme ovale occupée par une basse-cour occupée par des logis de chevaliers (milites castri). Tournée vers le plateau,elle  avait pour fonction de défendre Grésignac et la vallée de la Lizonne. Le site qui culmine à 146 mètres était composé d'une partie haute supportant un donjon en bois et d'une partie basse, la basse-cour où étaient construits les dépendances et les logements. Le tracé des fossés est conservé, mais il ne subsiste aucun vestige de palissades en bois, et il est vraisemblable que des souterrains s'étendent au pied de la motte. Christian Carcauzon a vu, vers le sommet, l'ouverture d'un puits partiellement obstrué, et une série d'encoches permettant une descente aisée. Ce puits, pour Jean Bitard aurait été dégagé lors d'un chantier de fouilles. M. Watelin y aurait découvert des caves-silos et des poteries des XIe et XIIe siècles et Serge Avrilleau y a observé une cavité horizontale très encombrée à l'arrière du dôme.
- Le moulin Cacaud, situé sur la Pude, était un ancien moulin à eau dont le nom évoque un moulin à huile de noix, puis une minoterie, qui a cessé ses activités en 1975[85].

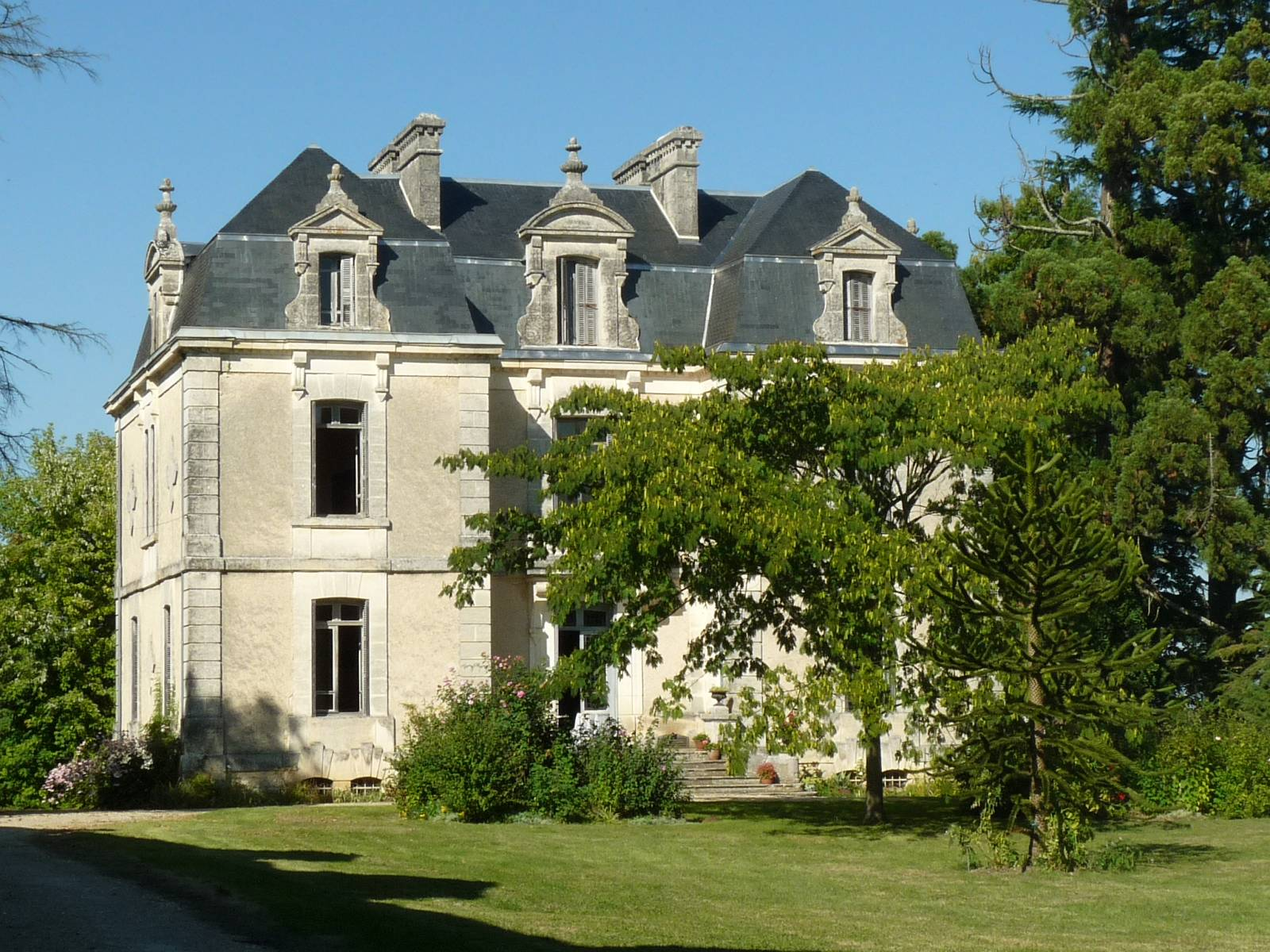
Le château de Beaumont.
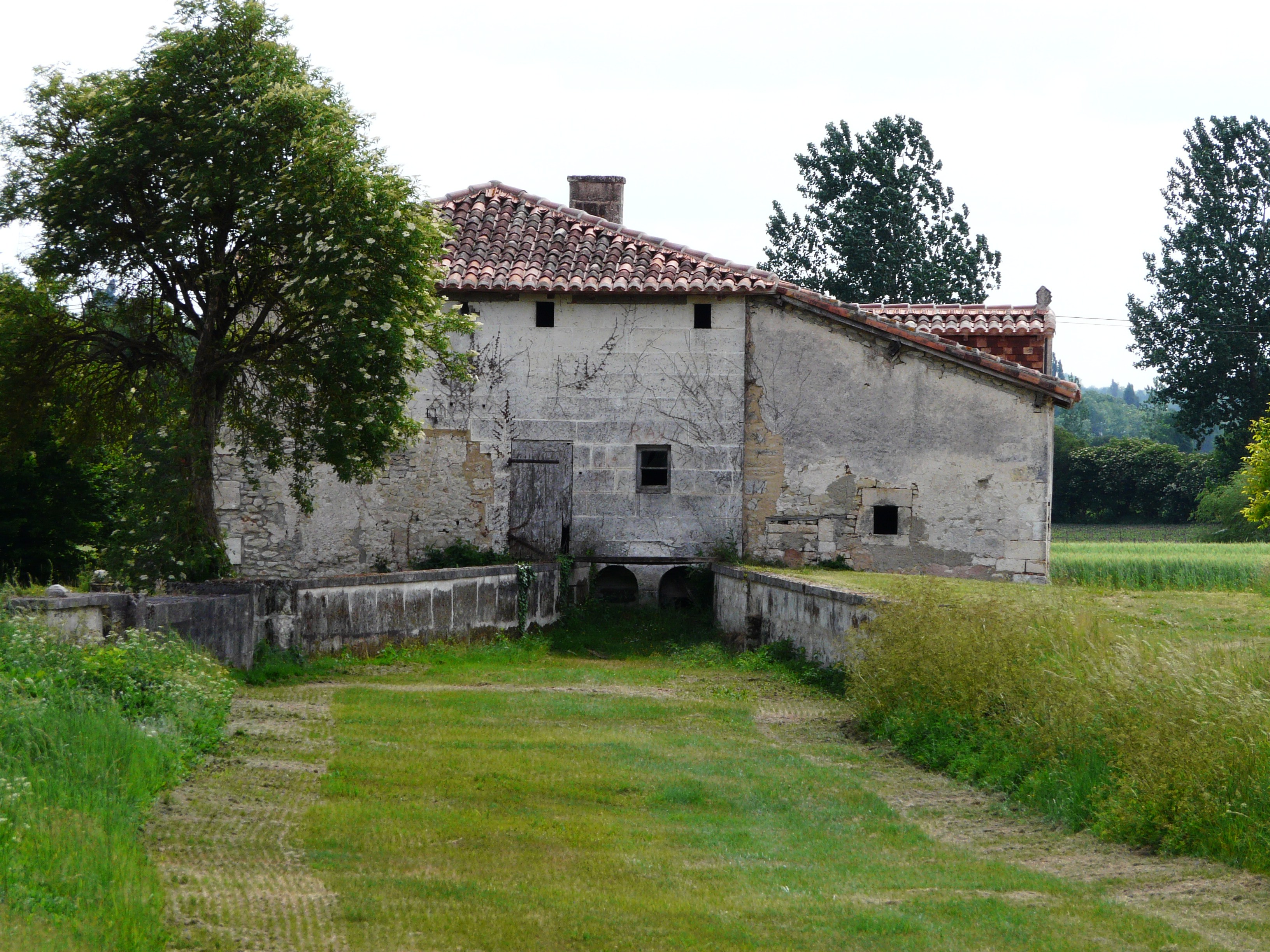
Le moulin du Clauzuroux.
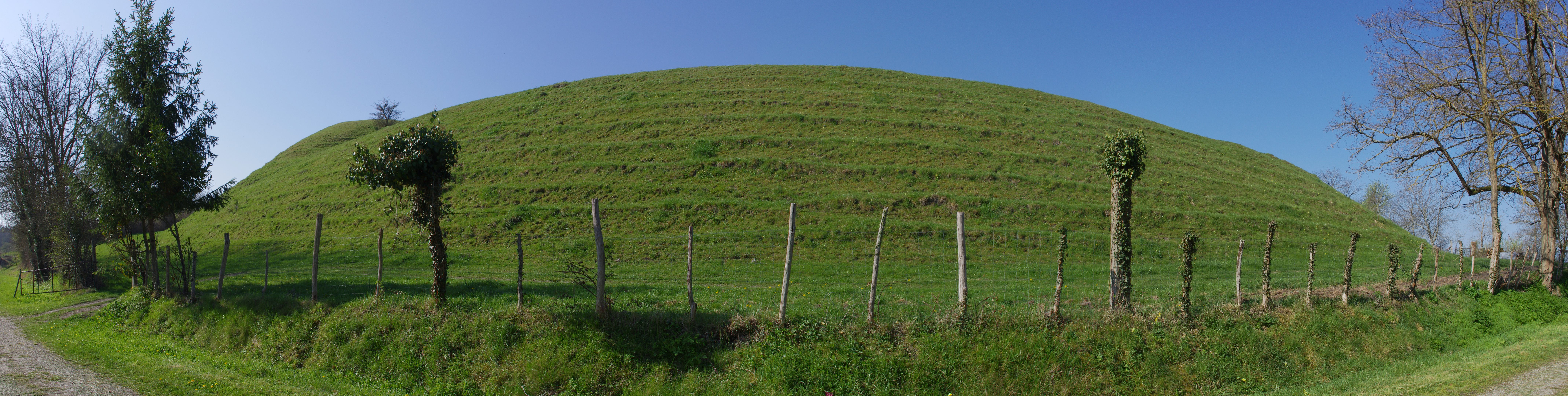
La motte de Grésignac.
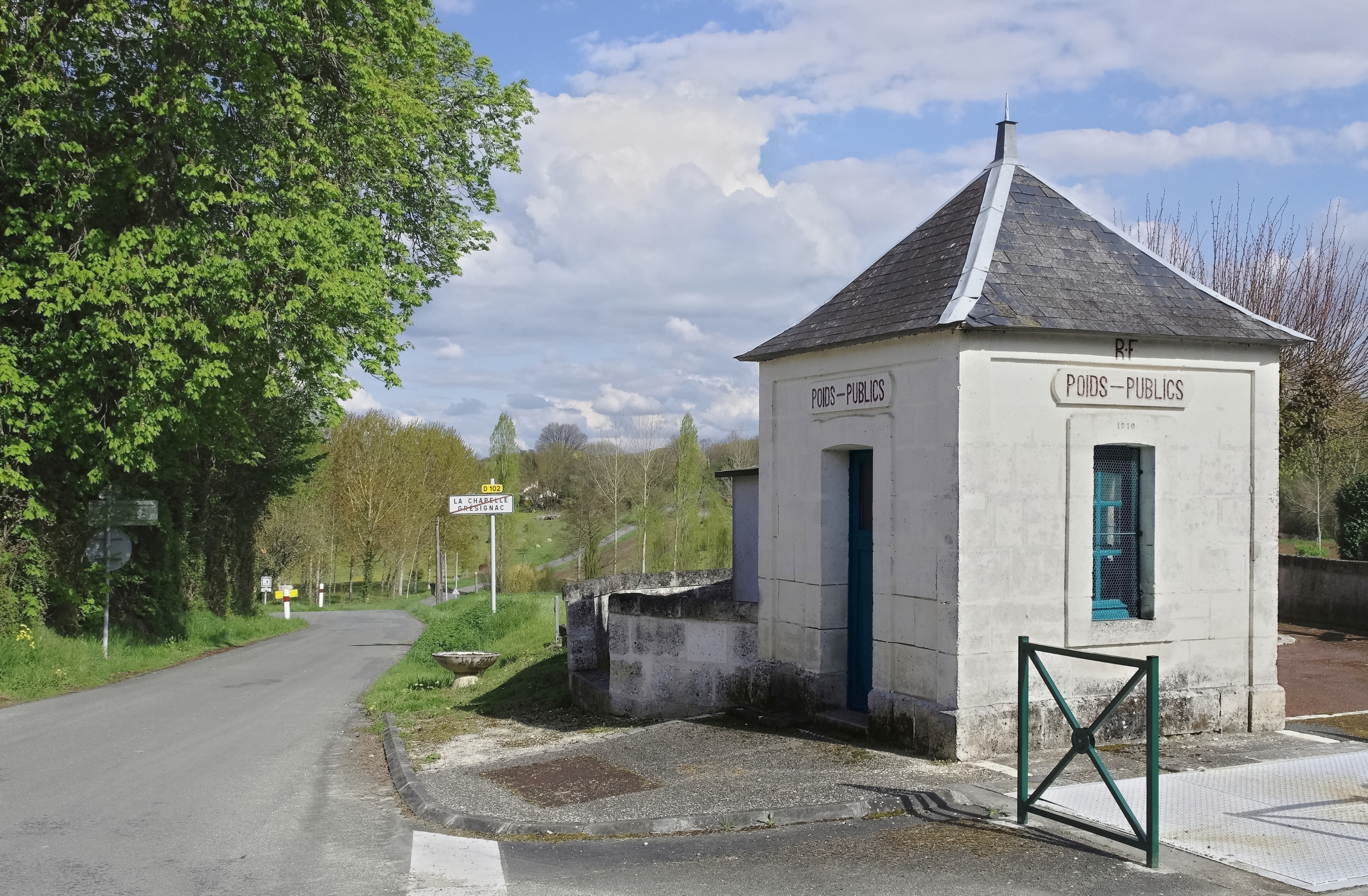
Le poids public face à la mairie.

#### Patrimoine religieux
- L'église paroissiale Saint-Étienne, située au bourg de la Chapelle, date du XVIIe siècle. Elle a été restaurée aux XIXe et XXe siècles[86].
- Les vestiges de l'église Saint-Jean de Grésignac du XIIe siècle[87].

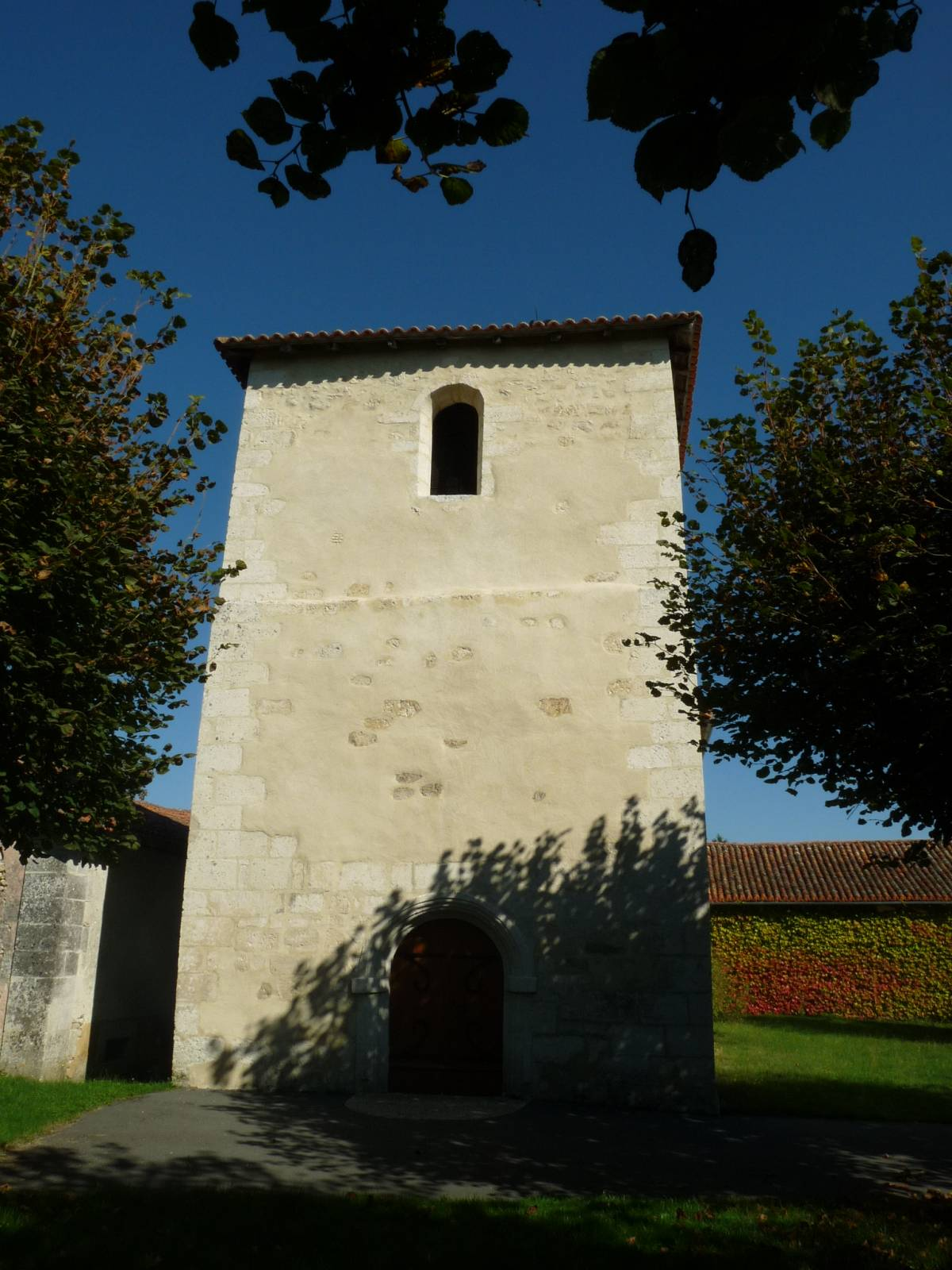
L'église Saint-Étienne de la Chapelle.
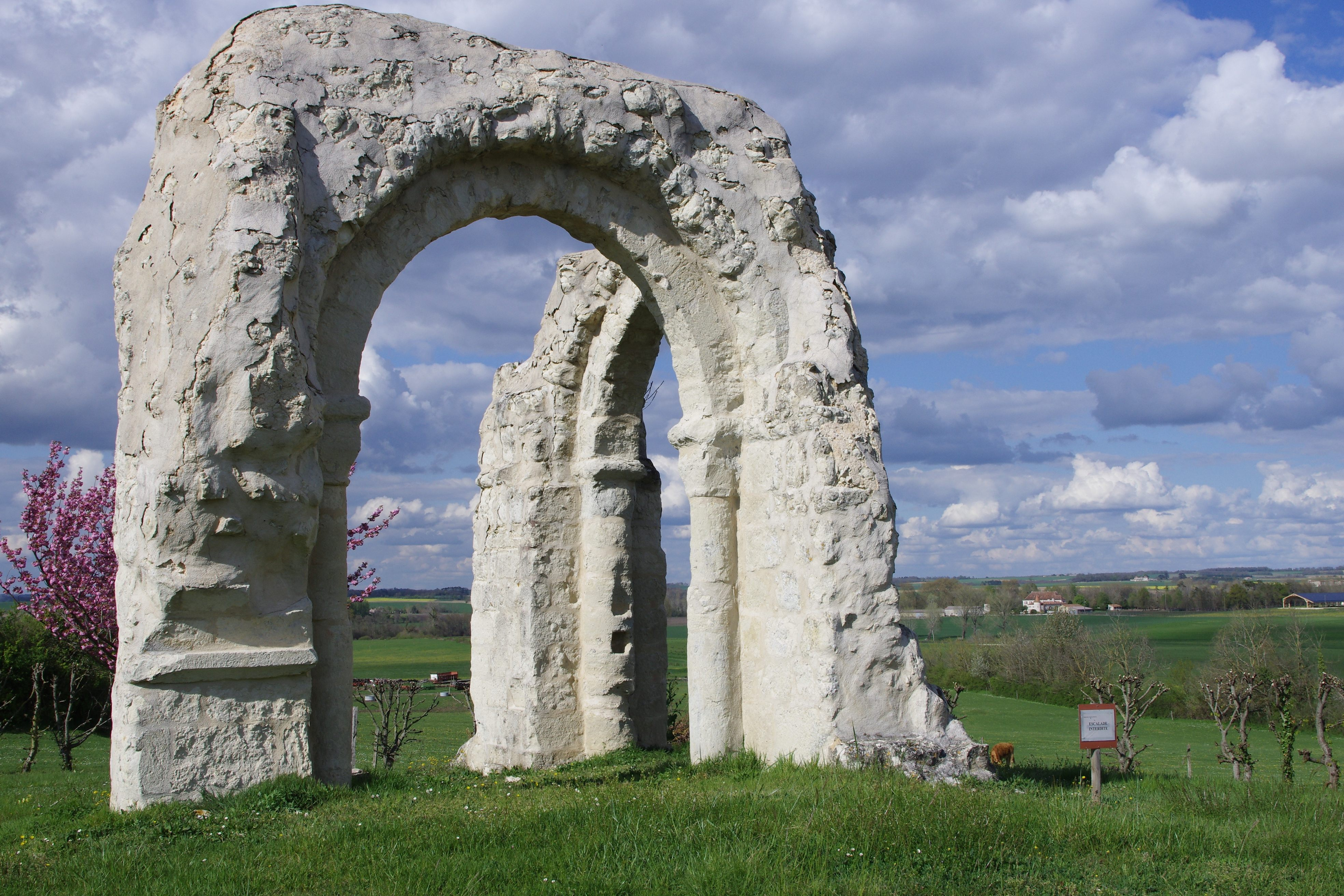
Vestiges de l'église Saint-Jean de Grésignac.

## Héraldique
| Blason à dessiner | Blason  | Coupé voûté: au 1er d'azur à l'arche d'argent posée sur deux colonnes du même, ouverte de gueules, mouvant de la partition, adextrée d'une aigle d'argent et senestrée d'un livre ouvert du même marqué d'une pierre de gueules, au 2e d'argent au tertre isolé de sinople donjonné de trois pièces à dextre; au lion d'or brochant sur le tout en coeur. |
| Blason à dessiner | Détails | Le statut officiel du blason reste à déterminer. |

## Pour approfondir